# Archivturm (Brugg)

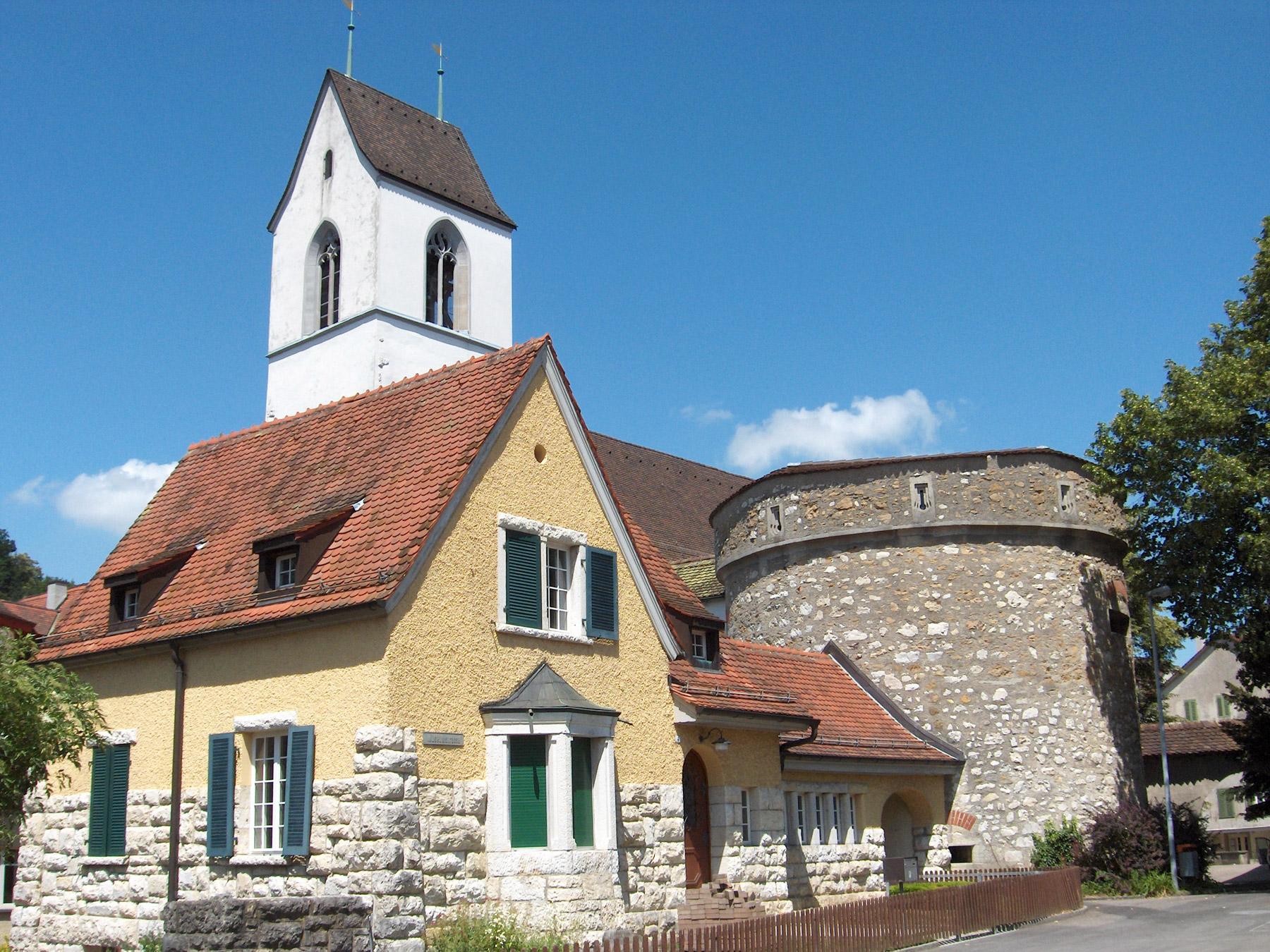
Archivturm, dahinter Turm der Stadtkirche

Der Archivturm ist ein Wehrturm in Brugg im Kanton Aargau. Er bildete einen Teil der früheren Stadtmauer und ist ein Kulturgut von regionaler Bedeutung.

## Baugeschichte / Beschreibung
Der dreiviertelrunde Turm entstand in Jahren 1558 bis 1564 als Teil der westlichen Stadtmauer. Er ist mit Schiessscharten (Maulscharten) versehen. Über einem hochsitzenden Kaffgesims vorkragend befindet sich ein Kranz von Schlüsselscharten, dahinter der Wehrgang. Unmittelbar hinter dem Archivturm befindet sich die Reformierte Stadtkirche.